# Cathach di san Columba

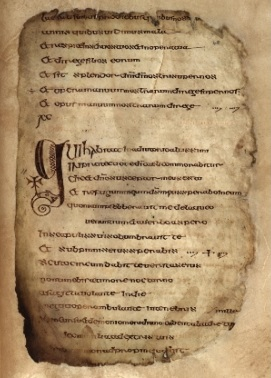
Cathach, f.48r

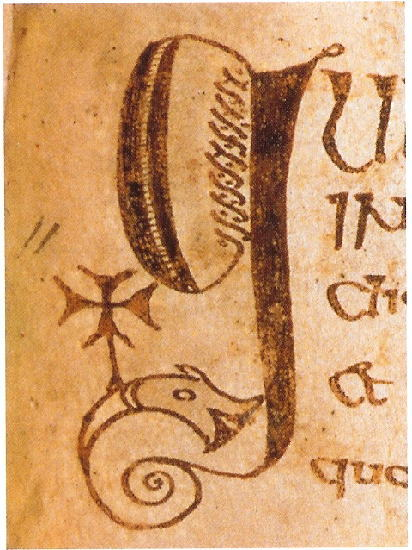
Lettera Q

Il Cathach di San Columba, noto come Cathach (che significa "il combattente"), è un salterio insulare del VII secolo, redatto probabilmente in uno dei monasteri fondati da san Columba di Iona nel Nord dell'Irlanda o nell'Ovest della Scozia (Iona). Il manoscritto, giunto a noi mutilo, è conservato alla Royal Irish Academy di Dublino(RIA MS 12 R 33). 
È il più antico manoscritto sopravvissuto in Irlanda e il secondo salterio latino più antico al mondo.
Il suo cumdach, un tipo di reliquiario in metallo decorato o custodia per i libri sacri, risale alla fine dell'XI secolo ed è stato restaurato nel XIV e XVI secolo. Apparteneva ai capi del clan Ó Domhnaill, i signori di Tyrconnell, come grido di battaglia e protettore in guerra ed è conservato nella sezione archeologica del Museo nazionale d'Irlanda.
Il Cathach fu portato sul continente nel 1691 in seguito del Trattato di Limerick e tornò in Irlanda solo nel 1813. In quell'anno il cumdach fu riaperto, portando alla riscoperta del manoscritto. Il manoscritto era ormai in pessime condizioni, ma nel 1982 è stato sottoposto a un importante restauro: le pagine superstiti sono state riordinate e rimontate su fogli di pergamena. Tuttavia il Cathach rimane gravemente danneggiato, con appena 58 fogli di pergamena giunti a noi rispetto ai 110 originali.

## Storia
An Cathach era usato come grido di battaglia e come protettore in guerra. Si diceva che proteggesse e garantisse la vittoria ai capi del Donegal. Prima di una battaglia era consuetudine che un monaco o un religioso scelto (di solito legato al Clan McGroarty e in stato di grazia) portasse al collo il Cathach e il cumdach, o libro-reliquiario, e camminasse per tre volte intorno ai guerrieri del Clan O'Donnell.
In qualità di capo del Clan O'Donnell, il manoscritto fu ereditato dal generale di brigata Daniel O'Donnell (1666-1735), che lo considerò, in accordo con la storia tramandata dalla tradizione, un talismano di vittoria se portato in battaglia da uno dei Cinel Conaill. Egli prima servì il re Giacomo II durante la guerra guglielmina in Irlanda e poi, in seguito al trattato di Limerick, andò in esilio in Francia e servì il re Luigi XIV come ufficiale della Brigata irlandese. Mise il Cathach in una custodia d'argento e lo depositò per precauzione in un monastero belga lasciando nel suo testamento le istruzioni che sarebbe stato consegnato a chiunque si fosse dimostrato capo del Clan O'Donnell. Tramite un abate irlandese il reliquiario fu restituito a Sir Neale O'Donnell, 2° baronetto, di Newport House, nella contea di Mayo, nel 1802.[5] Suo figlio, Sir Richard Annesley, affidò la reliquia alla Royal Irish Academy nel 1842. Le pagine rimasero attaccate l'una all'altra fino a quando non furono separate al British Museum nel 1920; il manoscritto fu ulteriormente restaurato nel 1980-81.

## Descrizione

### Manoscritto

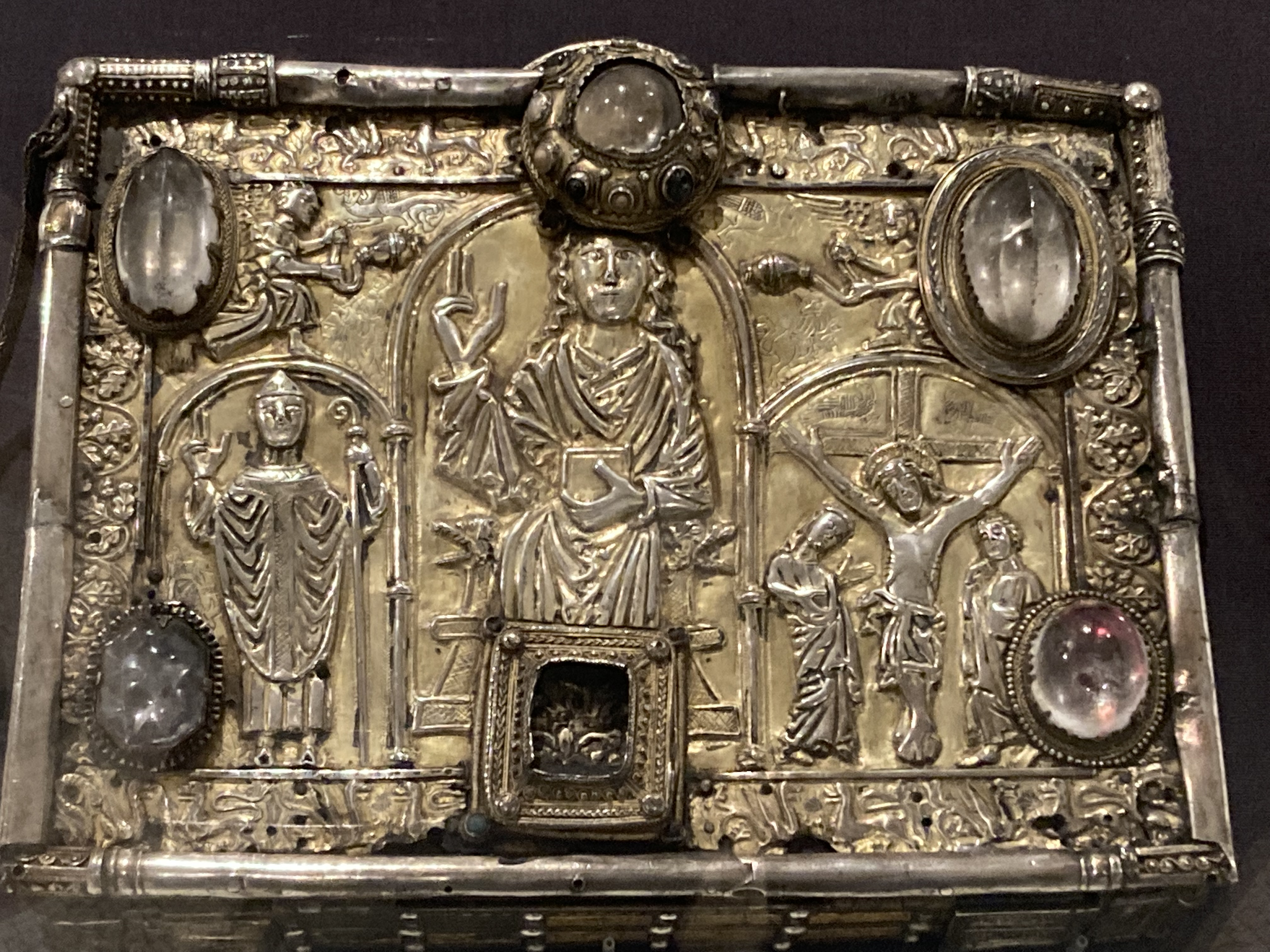
Reliquiario di Cathach

Il manoscritto consiste in una versione gallicana della versione vulgata dei Salmi dal 30,13 al 105,13, e si presume che sia stato scritto da San Columba.[8] La datazione risale al 560-600, misura 27 cm x 19, ed è attualmente composto da 58 fogli; il manoscritto completo avrebbe contenuto circa 110 fogli.
La decorazione è limitata alla lettera iniziale di ogni salmo. Ogni iniziale è creata da una spessa linea nera più grande del testo principale e decorata con motivi a tromba, a spirale e ghiglioscé. Spesso le iniziali sono delineate con punti arancioni e presentano zone della scritta colorate di bianco, robbia, rosa e arancio. La storica dell'arte Françoise Henry ha descritto l'iniziale come "un punto di riferimento essenziale nella storia della miniatura insulare" e ha ipotizzato che la prima pagina, ora perduta, "sarebbe stata preziosa per la nostra conoscenza della miniatura irlandese".
Le iniziali sono seguite da una serie di lettere che diminuiscono gradualmente di dimensione prima di fondersi con il testo principale.
I manoscritti irlandesi erano generalmente scritti in calligrafie locali. Secondo lo storico e calligrafo Timothy O'Neill, lo scriba utilizzava una penna d'oca che aveva un taglio più netto che appuntito ed egli la teneva con un angolo piatto "per produrre tratti spessi in basso e sottili in orizzontale".

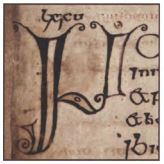
folio 35r, dettaglio
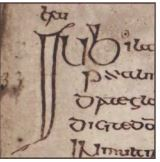
folio 26r dettaglio
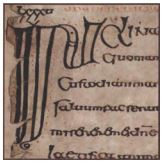
folio 43v dettaglio

### Cumdach (scrigno del libro)
Il cumdach, appositamente realizzato, è una scatola di legno oblunga e con cerniere, ricoperta da placche ornamentali in bronzo e argento dorato, con supporti per incastonare vetri e cristalli. In precedenza il manoscritto era probabilmente conservato in un tipo di custodia protettiva in pelle nota come "tiag", simile a quella realizzata per il Breac Maodhóg del IX secolo.
Lo scrigno ha subito tre fasi principali di costruzione. I lavori iniziali furono completati tra il 1062 e il 1098 a Kells, nella contea di Meath, mentre il manoscritto era in possesso degli O'Donnells e costituiva la loro principale reliquia. Tra il 1350 e il 1375 fu aggiunta una nuova superficie dorata, con un grande Cristo seduto in trono affiancato a destra da una scena di crocifissione e a sinistra da un santo (probabilmente Columba). Ulteriori arricchimenti e lavori di riparazione furono eseguiti nel XVI secolo,[7] e di nuovo nel 1723 quando era affidato alla cura di Daniel O'Donel mentre si trovava a Parigi.
Il cumdach è stato utilizzato ininterrottamente fin dalla sua prima creazione, anche dai suoi eredi, la famiglia Magroarty, di Ballymagrorty, nella contea di Donegal, uno dei quali fu ucciso nel 1497 quando il reliquiario fu sequestrato. Oggi fa parte della collezione del National Museum of Ireland.